# 福尔根湖
福尔根湖（德語：Forggensee；也称罗斯豪普滕水库 (Speicher Roßhaupten)）是德国巴伐利亚州莱希河上的一座水库，位于菲森（Füssen）附近。福尔根湖面积15.2平方公里，是巴伐利亚第五大湖，它完全位于东阿尔高县（Ostallgäu）境内，其中三分之二的面积位于施旺高（Schwangau）境内。

## 形成
上次冰川期过后，原来覆盖着整个东阿尔高的冰川从其最大范围逐渐缩回。但是每次在寒期内冰川还会伸展出来，它们带来的卵石不断堆积成新的冰碛，今天这些冰碛依然非常明显。

### 菲森湖
虽然今天的菲森湖不是一座天然湖，但是它所位于的湖床在上次冰川期里是一个很大的湖的湖床。冰川期末期莱希冰川融化后在当地还留下了许多相当大的冰块，它们融化后形成了湖泊。
由于今天的福尔根湖北端的冰碛阻挡在莱希瀑布以北形成了一个大至60平方公里、海拔高度为790米的湖泊。这座“老菲森湖”是今天的福尔根湖以及其它当地小些的阿尔卑斯山麓湖泊的前身。14,500年前阿尔卑斯山麓的冰全部消融了。

### 干枯
由于冰川融水带来的泥沙这个湖床很快就被填满了。同时冰碛上的流出口也被河水越冲越大，因此老菲森湖逐渐就泄空了。
只有一些比较深的地方还留下了一些小湖。
莱希河谷逐渐成为一个野生河谷，河畔的沙滩和沼泽为大量动植物提供了生存空间，比如冬天山上的马鹿就会到这里来过冬。

### 水库
早在19世纪末就有在罗斯豪普滕利用水利的计划。1898年西门子公司在罗斯豪普滕买地，并获得建造水利设施的许可，但是这个许可于1907年失效。
1910年王家建造总局发表了一份备忘录，建议在莱希河上利用水利，并计划在罗斯豪普滕建造一道高34米、长140米的水坝，这个水库的蓄水量计划为6500万立方米。但是第一次世界大战以及战后的经济困难使得这个计划没有实现。
两次世界大战之间能源需求的不断提高重新唤醒了建造莱希河水库的兴趣。一个1936年、1937年的计划建造一道水泥坝和水电站，计划的蓄水高度为海拔784米。
1940年巴伐利亚水利股份公司成立，该公司的目标在于在莱希河、伊萨尔河下游和多瑙河上游建造水电站。由于建造时间长久以及战争爆发计划在罗斯豪普滕建造的水坝被搁置。从1940年至1950年只有在莱希河畔兰茨贝格以下的一些小电站得以快速建成。
第二次世界大战后由于对于能源的需求迅速提高莱希水库的计划又被复苏。经过非常艰苦的谈判最后决定把蓄水高度定为海拔781米，比本来计划的低三米。按照本来的计划有1500至2000人必须移居，而且对于施旺高来说要丧失许多农业面积。1999年5月22日的复活节大水时湖内的水面达到了782.91米的高度，比原来计划的还要低一米多，但是已经毁灭了大量农田。
巴伐利亚水利股份公司此时只管莱希河上的坝了。1950年开始建造莱希水库。当地居民集社抗议，最后双方于1952年达成协议。被迁居的人全部移居到附近的房子和新房中。今天当地湖边依然住着许多当地的农民。
基础设施如施工道路、约一千人的住宅建成后1951年初大坝开始建造。为了保障大坝的封密，整个大坝被直接建造在岩石上。为此大坝不是直接建造在落差最高的地方，而是建造在原来冰碛缺口以下一千米处。在积水的一侧一个五米后的围墙被筑入岩石中20米深的地方。1952年春莱希河开始被堵，同时通过一条隧道向外引出。1954年末大坝完工。大坝的大多数建筑材料来自水库的湖底。

### 考古
1954年福尔根湖形成的时候一共有50座房屋，其中莱希河西岸有16座共800公顷用地的农庄被水淹没，东岸有32个家庭被迁居。西岸的房子中有14座被私人买下，于1954年秋拆除后在附近地方重建，其中的圣像今天被供奉在施旺高的一座教堂里。
1644年迁到当地的主教水磨是当地最大的和最重要的建筑，其墙壁已在湖底解体。
1974年人们在离今天的湖岸约数百米的地方发现了一座罗马农庄的地基和瓦片。在罗马时期这样的农庄为街道上过路的人提供补给。据巴伐利亚州立纪念物保存局周围一个今天依然显而易见的古路可能是一条被遗忘的罗马古路，它可能是克劳迪亚·奥古斯塔之路的一条支路。

## 使用
福尔根湖被用来发电，在干旱期时被下游的水电厂当作水库使用，除此之外在春天融雪的时候它还被用来调节洪水。夏天它也被作为近地休闲使用。

### 发电

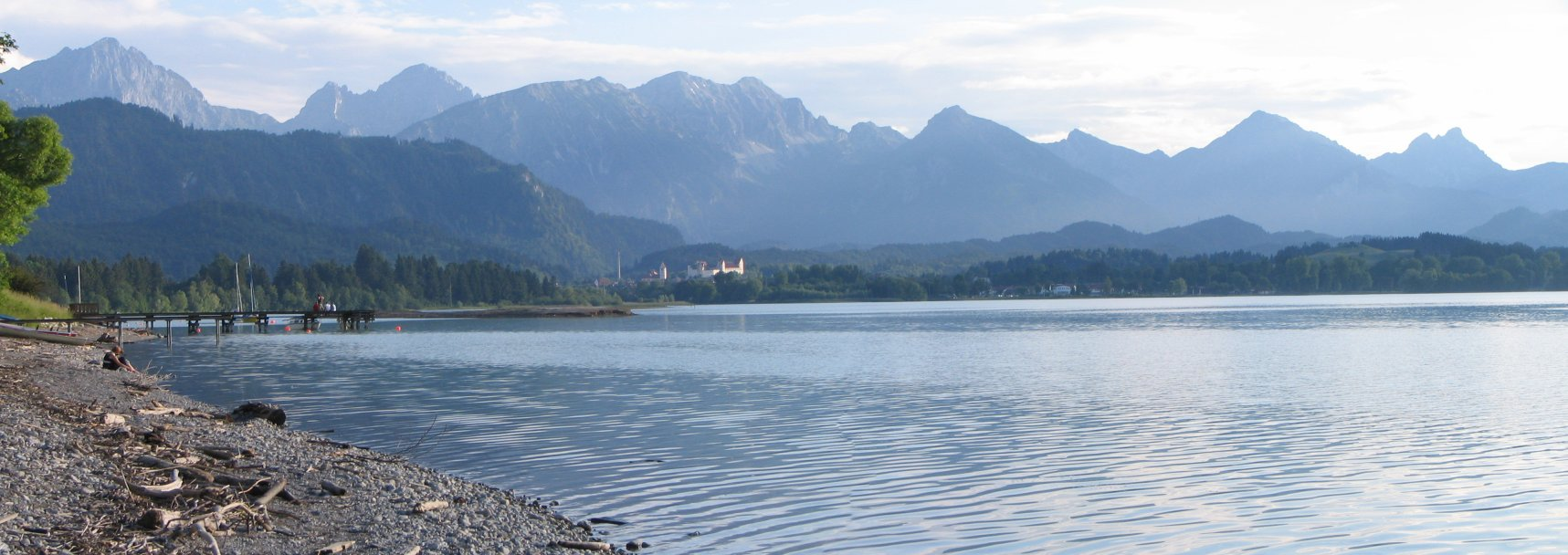
福尔根湖

发电站有两台转桨式水轮机，每台由两座三千万伏安的电机组成，其总标准功率为4550万瓦特。流水落差为35.4米，流量为每秒75立方米。年平均发电量为152.6兆瓦小时。
从1997年开始E.ON管理该电厂。一般该电厂是无人的，控制机构设在莱希河畔兰茨贝格的总控制站。
发电厂使用的水的流量为每秒钟150立方米。它是通过三个8.25米高、3米宽、325长的管道引到两个直径为4.5米的管道，然后螺旋引入发电机后再注入莱希河。

### 防洪
1999年洪水后巴伐利亚制定了许多防洪策略。2005年福尔根湖的标准蓄水高度因此被降低到海拔780.2米。在洪水情况下这样水库可以将其容量增加750万立方米。此外假如预测有洪水爆发可以预先下降水位来进一步加大水库的容纳量。2005年大坝上还增建了新的缓洪设施。
对于周边比较平缓和与湖面高度近的村镇（尤其是施旺高）湖面降低意味着它们必须进行相应的调节。比如水上运动的港口必须通过运河与被降低的水面连接。一些本来在水下被保护的纪念物现在浮出水面，必须进行保护来防止它们风化。在一些地方露出了很宽的鹅卵石滩。

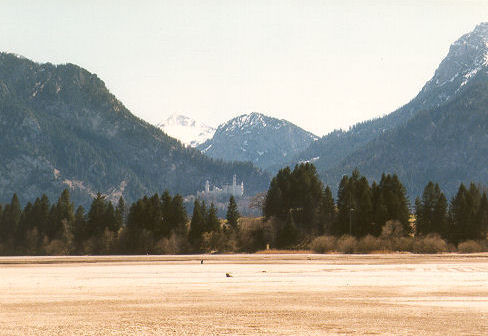
干枯的福尔根湖，背后是新天鹅宫

### 近地休养
冬天福尔根湖干枯，人可以在上面走。在一些地方还可以看到建湖时被拆除的房屋的地基和街道的遗迹，其中包括罗马古路克劳迪亚·奥古斯塔之路的遗迹也可以看到。
从每年的6月1日到10月15日湖完全被淹没。湖上可以进行各种水上运动。湖边有多所帆船学校。湖上现在甚至有游船。
1998年8月25日路德维希二世国王153周年生日时在福尔根湖南边启建一座占地4.5万平方米的歌唱剧剧院。它被命名为新天鹅宫剧院，其建筑是模仿拜罗伊特的拜罗伊特节日剧院建成的。该剧院于1999年4月23日纳入拱顶石。

## 水文
福尔根湖的汇水面积为1596.66平方公里，是所有巴伐利亚湖泊中最大的，它的流入量为每秒钟69.7立方米，也是巴伐利亚最高的。这个巨大的流量也是菲森湖在最后一次冰川期后沉淀速度这么高，以及最后冲破了冰碛后挖出一个非常深的谷，完全泻空的原因。否则的话这里可能依然是一个自然的阿尔卑斯山麓湖泊。

### 流入和流出
福尔根湖最大的流入河流是莱希河，其汇水面积为1426.62平方公里，占福尔根湖总汇水面积的十分之九。它的流量为每秒65.7立方米。
福尔根湖的莱希河流出量随湖面高度不同而相差很大。1910年大水时的流量达每秒915立方米，1999年大水时测量到每秒1115立方米的数据，2005年8月甚至测到每秒1262立方米的数据，比平均流量高出20倍。虽然从2005年开始福尔根湖可以提早放水来避免湖边地方被淹没，但是这个措施依然无法避免偶尔水面高度会高出海拔782米。

### 水质
福尔根湖属于含钙量高的阿尔卑斯山麓湖泊。按照其化学和生物学数据它属于滋育湖。春天融雪时由于积水造成的矿物质使得湖水的可见度小于0.8米，夏季和秋季则可达6米。

## 动物和植物
菲森渔业俱乐部每年管理福尔根湖的渔业。每年这里放养狗鱼、鲤鱼、梭鲈、虹鱒和湖鳟，使得福尔根湖成为一个非常吸引人的渔业水域。除上述放养的鱼外湖里还有茴鱼、东方欧鳊、河鲈和丁桂鱼。冬季湖面缩小到约3.2平方公里，鱼类可以在这里过冬。过去几年里福尔根湖往往有很大的狗鱼和欧鳊上钩。除此之外许多水鸟在福尔根湖养育，许多徙鸟也在这里休息。
由于湖水高度波动很大，冬天湖面几乎完全干枯，因此大的水生植物无法在福尔根湖生长。在南侧平缓和多石的湖边有少量芦苇和柳树。